# Saint-Germain-le-Rocheux
Saint-Germain-le-Rocheux är en kommun i departementet Côte-d'Or i regionen Bourgogne-Franche-Comté i östra Frankrike. Kommunen ligger i kantonen Aignay-le-Duc som tillhör arrondissementet Montbard. År 2022 hade Saint-Germain-le-Rocheux 83 invånare.

## Befolkningsutveckling
Antalet invånare i kommunen Saint-Germain-le-Rocheux
Referens:INSEE